# Бели, Морис
Морис Бели (фр. Maurice Beeli; 1879 — 1957) — бельгийский миколог, описавший множество видов грибов из Африки.

## Биография
Морис Бели родился 21 октября 1879 года в Сен-Жиле. В детстве интересовался археологией, но в возрасте примерно 35 лет стал изучать микологию. Бели много путешествовал по Африке. Одной из его первых микологических публикаций была изданная в 1920 году монография, посвящённая видам аскомицетов из рода Meliola, произрастающим в Конго. В 1926 году начала издаваться работа Fungi Goossensiani, в которой Бели описал более 300 видов грибов по образцам Виктора Гооссенса и Марты Гооссенс-Фонтана.
Бели скончался 17 марта 1957 года в Сен-Жиле.

## Виды грибов, названные в честь М. Бели
- Agaricus beelii Heinem., 1956
- Favolus beelii Hendr., 1948 [syn.  Polyporus melanopus (Pers.) Fr., 1821]
- Leucocoprinus beelianus Heinem., 1977
- Marasmius beelianus Singer, 1964
- Sorosporium beelii Zundel, 1938
- Tylopilus beelii Heinem. & Gooss.-Font., 1951